# Bentley Hunaudières
La Bentley Hunaudières est un concept-car construit par Bentley en 1999 pour le Salon international de l'automobile de Genève. Il est propulsé par un moteur W16 atmosphérique Volkswagen de 8,0 litres adapté et modifié par Bentley pour générer 623 ch à 6 000 tr/min et 760 mkg de couple à 4 000 tr/min, par le biais d'une boîte de vitesses manuelle à cinq rapports. Cette voiture était donnée pour être capable d'atteindre 350 km/h en vitesse de pointe.

## Origine du nom

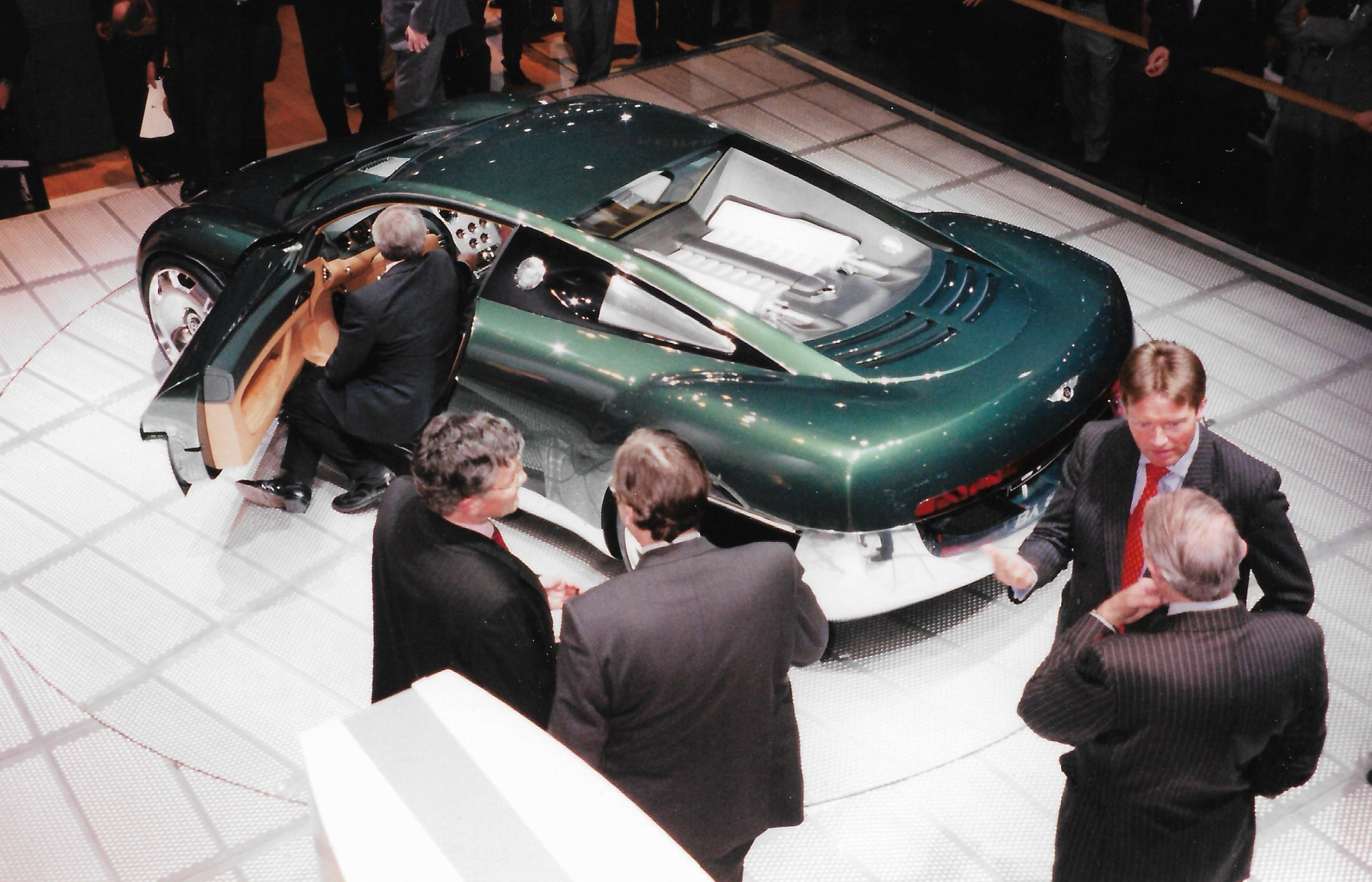
L'arrière de la Bentley Hunaudières.

Le nom Hunaudières rend hommage à la célèbre ligne droite du circuit des 24 Heures, où Sir Tim Birkin dans une Bentley compressée dépassa Rudolf Caracciola dans une Mercedes-Benz SSK à 201 km/h avec une roue dans l'herbe en bas de la ligne droite.

## Production
Le concept, comme dans une certaine mesure l'Audi Rosemeyer, a conduit à la production de la Bugatti Veyron par la société mère Volkswagen.

## Jeu vidéo
La Bentley Hunaudières a été présentée en 2000 dans le jeu vidéo TOCA World Touring Cars comme une voiture à débloquer.